# Dolichopeza (Megistomastix) borinquenia
Dolichopeza (Megistomastix) borinquenia is een tweevleugelige uit de familie langpootmuggen (Tipulidae). De soort komt voor in het Neotropisch gebied.